# Tribunal da Relação de Évora

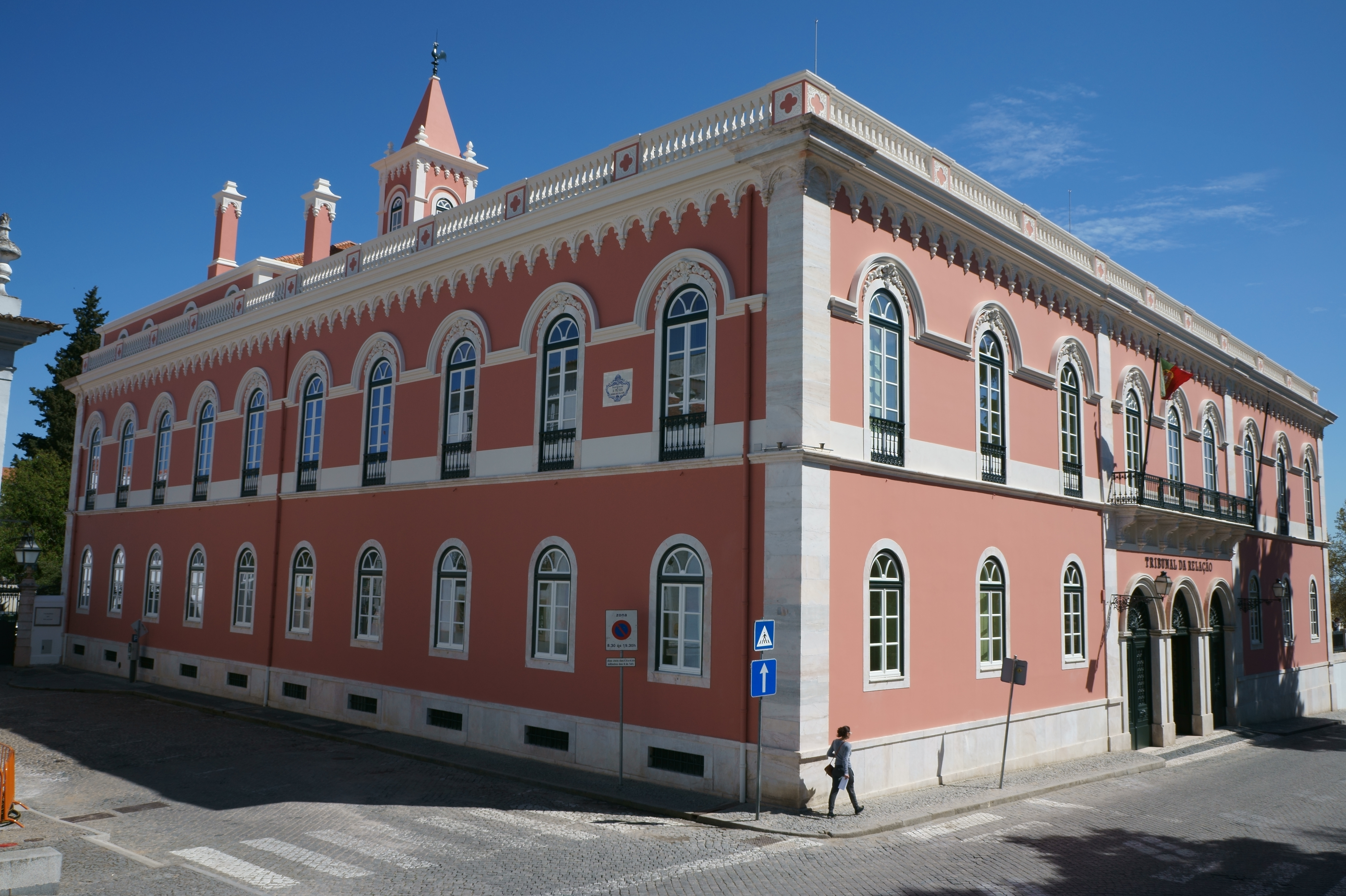
Tribunal da Relação de Évora em frente ao Jardim Público de Évora.

O Tribunal da Relação de Évora é um tribunal superior português, sediado em Évora, competente para julgar, em segunda instância, recursos provenientes dos tribunais das comarcas de Santarém, Setúbal, Évora, Portalegre, Beja e Faro.
Criado por lei em 4 de maio de 1973 e instalado em 1 de outubro do mesmo ano, o Tribunal da Relação de Évora tem, desde 26 de novembro de 2007, a sua sede instalada no Palácio Barahona, em Évora.

### O Tribunal da Relação de Évora como órgão de soberania
Nos termos do artigo 202.º da Constituição da República Portuguesa, os tribunais são órgãos de soberania com competência para administrar a justiça em nome do povo, incumbindo-lhe assegurar a defesa dos direitos e interesses legalmente protegidos dos cidadãos, reprimir a violação da legalidade democrática e dirimir os conflitos de interesses públicos e privados.
Os tribunais são independentes e apenas estão sujeitos à lei, sendo as suas decisões obrigatórias para todas as entidades públicas e privadas e prevalecem sobre as de quaisquer outras autoridades (artigos 203.º e 205.º, n.º 2 da Constituição).
Os tribunais da relação são, em regra, os tribunais de segunda instância e designam-se pelo nome do município em que se encontram instalados.
Os juízes dos tribunais da relação têm o título de desembargador.
Os magistrados judiciais guardam entre si precedência segundo as respetivas categorias, preferindo a antiguidade em caso de igualdade.
O provimento de vagas de juízes desembargadores dos tribunais da relação faz-se mediante concurso curricular aberto por deliberação do Conselho Superior da Magistratura, com prevalência do critério do mérito, entre juízes de direito.

### Funcionamento
O Tribunal da Relação de Évora é um tribunal de segunda instância, com um quadro legal de 53 a 61 desembargadores, e funciona sob a direção de um Presidente, em plenário e em secções especializadas (em matéria cível, em matéria penal e em matéria social).
Em plenário compete-lhe exercer as competências conferidas por lei (artigo 72.º da lei n.º 62/2013, de 26 de agosto – LOSJ).
Compete às secções, segundo a sua especialização (artigo 73.º da LOSJ):
«a) Julgar recursos;
b) Julgar as ações propostas contra juízes de direito e juízes militares de primeira instância, procuradores da República e procuradores-adjuntos, por causa das suas funções;
c) Julgar processos por crimes cometidos pelos magistrados e juízes militares referidos na alínea anterior e recursos em matéria contraordenacional a eles respeitantes;
d) Julgar os processos judiciais de cooperação judiciária internacional em matéria penal;
e) Julgar os processos de revisão e confirmação de sentença estrangeira, sem prejuízo da competência legalmente atribuída a outros tribunais;
f) Julgar, por intermédio do relator, os termos dos recursos que lhe estejam cometidos pela lei de processo;
g) Praticar, nos termos da lei de processo, os atos jurisdicionais relativos ao inquérito, dirigir a instrução criminal, presidir ao debate instrutório e proferir despacho de pronúncia ou não pronúncia nos processos referidos na alínea c);
h) Exercer as demais competências conferidas por lei».

### Presidente do tribunal
Os juízes que compõem o quadro do tribunal da relação elegem, entre si e por escrutínio secreto, o Presidente do tribunal, por um período de cinco anos, não sendo admitida a reeleição.
É eleito o juiz que obtiver mais de metade dos votos validamente expressos; no caso de nenhum dos juízes obter essa quantidade de votos, procede-se a segundo sufrágio, ao qual concorrem apenas os dois juízes mais votados, aplicando-se, no caso de empate, o critério da antiguidade na categoria. Em caso de empate no segundo sufrágio, considera-se eleito o juiz mais antigo dos dois juízes.
Compete, entre o mais, ao Presidente:
- Dirigir o tribunal, superintender nos seus serviços e assegurar o seu funcionamento normal, emitindo as ordens de serviço que tenha por necessárias;
- Conhecer dos conflitos de competência entre tribunais de comarca da área de competência da relação ou entre algum deles e um tribunal de competência territorial alargada sediado nessa área;
- Conhecer da reclamação contra despacho da primeira instância que não admitir ou que retiver o recurso, nos termos do artigo 405.º do Código de Processo Penal;
- Conhecer dos pedidos de escusa ou de suspeição de juízes da primeira instância ou da relação, no âmbito do Código de Processo Civil;
- Conhecer da reclamação sobre decisão da primeira instância que aprecie a competência (artigo 105.º, n.º 4, do Código de Processo Civil);
- Dar posse ao Vice-Presidente, aos juízes e ao Secretário do tribunal.

### Vice-Presidente do tribunal
O Presidente do tribunal da relação é coadjuvado e substituído por um Vice-Presidente, sendo aplicável quanto à eleição e ao exercício do mandato de Vice-Presidente o referido quanto ao Presidente.

Nas suas faltas e impedimentos, o Vice-Presidente é substituído pelo mais antigo dos juízes em exercício.